# 森田宏幸
森田宏幸（1964年6月26日—）為日本的動畫家、動畫導演。代表的執導作品為《貓的報恩》。

## 簡介
出生於福岡縣。學生時代從福岡大學機械工學系畢業後；為了從事動畫方面的職務而來到東京，並加入SHAFT動畫公司。
森田宏幸初次接任的職務；為在改自安達充同名作品的動畫《陽光普照》裡擔任動畫師，並在魯邦三世第三期動畫裡首次接任原畫。
後續森田宏幸加入了吉卜力工作室，並分別在《魔女宅急便》、《隔壁的山田君》等作品裡參與。之後2002年森田宏幸在製作短篇動畫《可羅的大散步》時，被指名接任吉卜力下一部作品《貓的報恩》導演，也是森田宏幸職業生涯首次成為動畫導演的經歷。
2007年森田宏幸另在電視系列動畫《地球防衛少年》中擔任導演，並於2011年入選為一般社團法人日本動畫演出協會的理事。

## 參與作品

### 劇院動畫
- 阿基拉（1988年）：動畫師
- 魔女宅急便（1989年）：動畫師
- 老人Z（1991年）：原畫
- 跑吧！美樂斯（1992年）：原畫
- 藍色恐懼（1998年）：原畫
- 轟天高校生（1998年）：原畫
- 隔壁的山田君（1999年）：原畫
- 天地無用! in LOVE（1999年）：分鏡圖、原畫、演出
- 貓的報恩（2002年）：導演
- 攻殼機動隊2 INNOCENCE（2004年）：原畫
- 超劇場版 Keroro軍曹（2006年）：原畫
- 地海戰記（2006年）：原畫
- 哆啦A夢 大雄的人魚大海戰（2010年）：原畫
- 哆啦A夢 新‧大雄與鐵人兵團 ～振翅吧 天使們～（2011年）：原畫
- ONE PIECE 3D 追逐草帽大冒險（2011年）：分鏡圖協助
- 給小桃的信（2012年）：原畫
- 輝耀姬物語（2013年）：作畫
- 銀河騎士傳劇場版（2015年）：分鏡製作
- 亞人（2016年）：劇本支援

### 短篇動畫
- 可羅的大散步（2002年）：原畫

### 電視動畫
- 陽光普照（1987年）：動畫師
- 魯邦三世 (TV第3期)（1989年）：第1集原畫
- 名犬萊西（1996年）：原畫
- 神劍闖江湖（1996年-1998年）：開頭曲動畫原畫
- 幸運女神（1998年）：分鏡圖
- 危險調查員（1998年）：原畫
- 機魂末世錄（2003年）：原畫
- 惑星奇航（2004年）：原畫
- 妄想代理人（2004年）：原畫
- 戀風（2004年）：分鏡圖
- 星球流浪記（2004年）：分鏡圖
- MONSTER（2004年-2005年）：分鏡圖、原畫
- 到另一個你的身邊去（2006年）：分鏡圖
- 魔女之刃（2006年）：分鏡圖
- 地球防衛少年（2007年）：導演、分鏡圖、原畫、演出
- 電腦線圈（2007年）：分鏡圖
- 最高機密（2007年）：分鏡圖、開頭曲動畫原畫
- 黑執事（2009年）：分鏡圖
- 鐵腕巴迪DECODE（2009年）：分鏡圖
- 戰場女武神（2009年）：分鏡圖
- 海貓悲鳴時（2009年）：分鏡圖
- 變形金剛進化版第三季（2009年）：分鏡圖
- 我們仍未知道那天所看見的花的名字（2011年）：分鏡圖
- 白兔玩偶（2011年）：分鏡圖
- WORKING!! 無聊西餐廳（2011年）：分鏡圖
- 妖狐×僕SS（2012年）：分鏡圖
- ONE PIECE 手掌島的冒險（2012年）：導演、分鏡圖、演出
- 銀河騎士傳（2014、2015年）：劇本支援
- 亞人（2016年）：劇本支援
- Just Because!（2017年）：分鏡圖
- 聖劍學院的魔劍使（2023年）：導演

### OVA
- 羅德斯島戰記（1990年）：原畫
- 忍者外傳系列（1991年）：原畫
- JoJo的奇妙冒險（1993年-1994年）：原畫
- 黃金小子（1995年-1996年）：分鏡圖、演出

## 外部連結
- 森田宏幸的個人部落格 （页面存档备份，存于）